# Daniel Theis
Daniel Theis (Salzgitter, 4 de abril de 1992) es un jugador de baloncesto alemán que pertenece a la plantilla del AS Mónaco Basket de la LNB francesa. Con 2,03 metros de altura ocupa la posición de ala-pívot o de pívot, y es internacional absoluto con Alemania.

## Carrera

### Alemania
En la temporada 2008-09, en 13 partidos en la NBBL promedió 14,6 puntos y 7,1 rebotes con el SC Braunschweig.
Al año siguiente, fue capaz de aumentarlo con un de promedio de 19,5 puntos y 10,0 rebotes, que mejoró en la temporada 2010/11 a 19,7 puntos y 11,4 rebotes. También en esos dos años jugó con el equipo de la 2.Basketball Bundesliga con unos promedios de 4,8 puntos y 3,6 rebotes, que fue capaz de aumentarlo a 12,1 puntos y 9,1 rebotes en el segundo año. En la 2010-2011 debutó con los Phantoms Braunschweig en la Bundesliga en el partido contra GIANTS Düsseldorf. 
La temporada siguiente tuvo breves apariciones con regularidad en la Bundesliga, donde fue capaz de lograr un promedio de 3,2 puntos y 1,8 rebotes. Además jugó con el equipo de la 2.Basketball Bundesliga, anotando 18,4 puntos y cogiendo 8,9 rebotes de media.
El 9 de julio de 2012 se comprometió por tres años con ratiopharm Ulm, el 15 de agosto de 2012, la Federación alemana de baloncesto dio el visto bueno a su fichaje por Ulm, después de las quejas de su antiguo club, el Phantoms Braunschweig.
El 27 de abril de 2013 Theis se inscribió en el Draft de la NBA de 2013, pero se borró después. El 13 de mayo de 2014 Theis fue premiado durante el segundo partido de playoffs contra el ALBA Berlin como "Mejor Jugador Joven" de la Bundesliga. Al finalizar la temporada 2013-14 no renovó su contrato con ratiopharm Ulm. Jugó la NBA Summer League con Washington Wizards en 2014.
En junio de 2014 firmó un contrato de 2 años con cláusula de rescisión NBA con el Brose Baskets. Al final jugó un otro año con el equipo de Bamberg.

### NBA

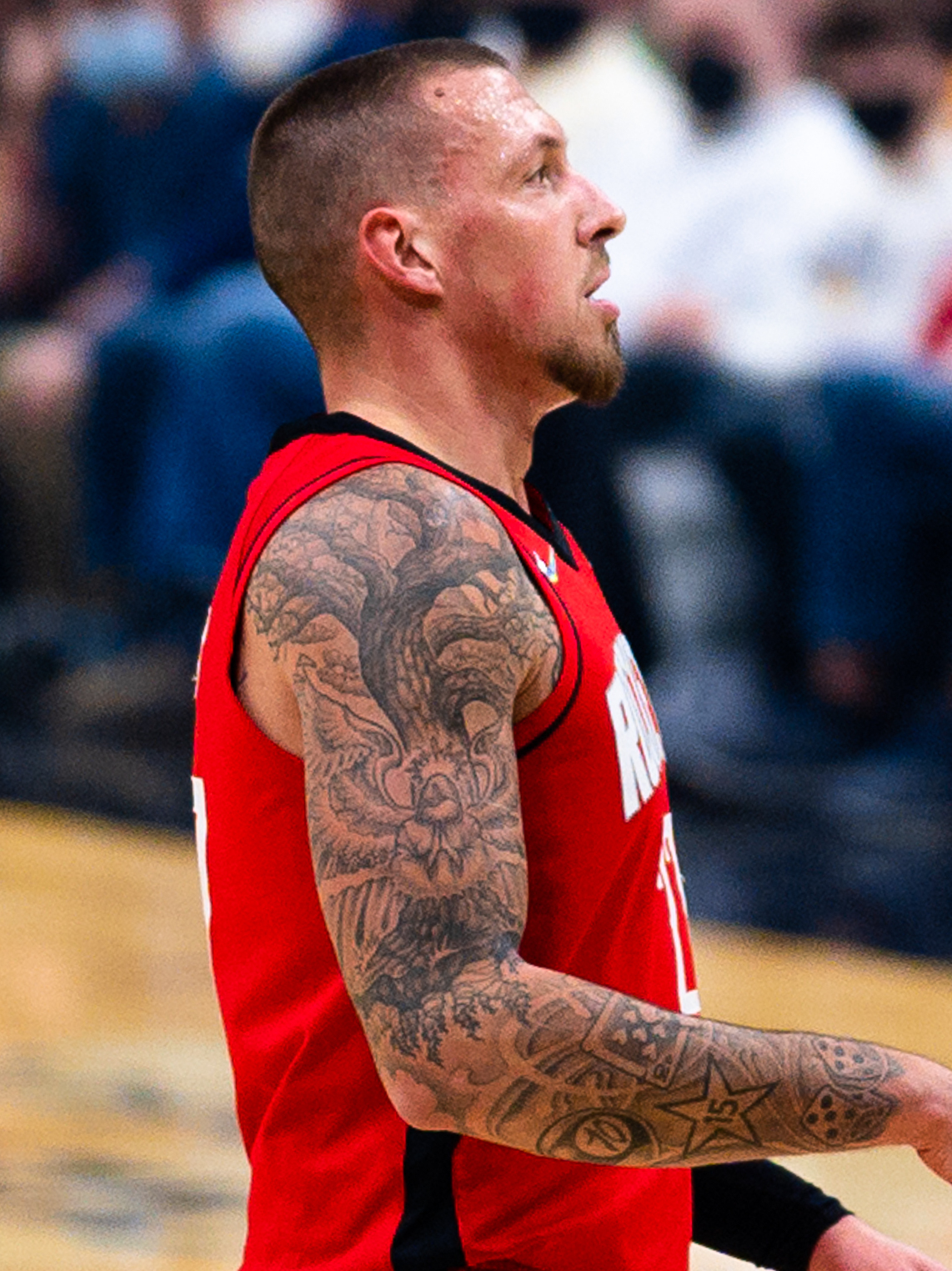
Theis con Houston Rockets en 2021.

Nadie pagó su cláusula de rescisión, y en 2017 firmó un contrato de dos años con Boston Celtics, yendo a jugar a la NBA.
Durante su cuarto año en Boston, el 25 de marzo de 2021, es traspasado a Chicago Bulls, en un intercambio entre tres equipos.
Tras unos meses en Chicago, el 3 de agosto de 2021, firma como agente libre con Houston Rockets por $36 millones y 4 años.
El 10 de febrero de 2022 regresa a Boston Celtics a cambio de Dennis Schröder, Enes Freedom y Bruno Fernando.
El 1 de julio de 2022 es traspasado, junto a Aaron Nesmith, Nik Stauskas, Malik Fitts y Juwan Morgan a Indiana Pacers, a cambio de Malcolm Brogdon. El 2 de febrero de 2023, después de perderse 50 partidos por una lesión de rodilla, Theis hizo su debut con los Pacers frente a Los Angeles Lakers. Consiguió su máxima anotación de la temporada de 11 puntos en un juego ante Utah Jazz, pero para el final de la temporada quedó fuera de la rotación del equipo, ya que los Pacers buscaron desarrollar a sus jugadores jóvenes.
El 15 de noviembre de 2023, debido a la falta de minutos y participación con el equipo, llegó a un acuerdo con los Pacers para rescindir su contrato. El 17 de noviembre, fichó con un contrato por el mínimo de veterano para Los Angeles Clippers.
Tras una temporada en Los Ángeles, en julio de 2024, firma como agente libre con New Orleans Pelicans.
El 5 de febrero de 2025 es traspasado a los Oklahoma City Thunder, aunque al día siguiente fue cortado y quedó como agente libre.

### Francia
El 11 de febrero de 2025 acepta la oferta del AS Mónaco Basket de la LNB, la primera división francesa, dejando así la NBA.

### Selección nacional

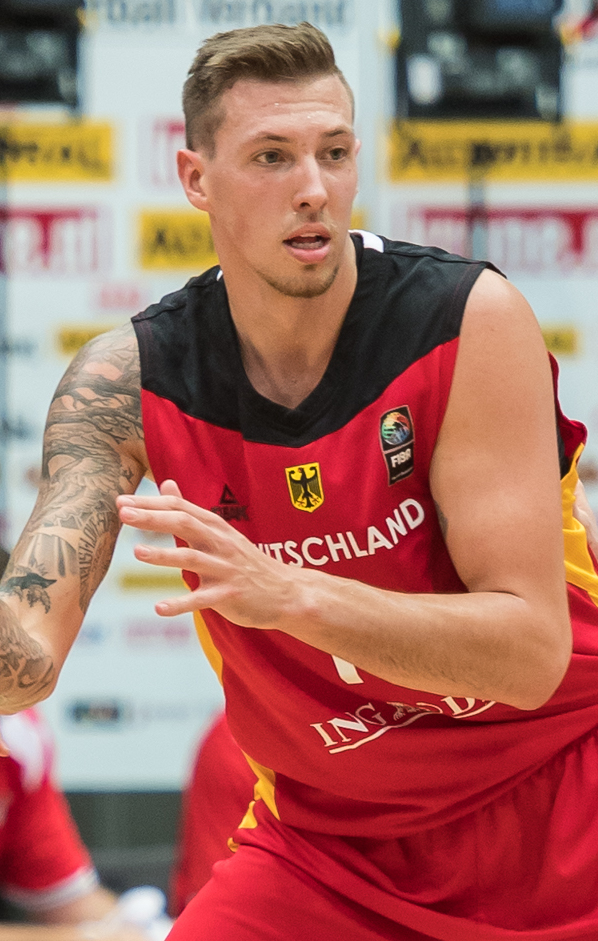
Theis con Alemania en 2016.

En julio de 2012, participó con la selección Sub-20 de Alemania en el Campeonato de Europa en Eslovenia, donde quedaron quintos pero poco pudo aportar debido a una lesión de ligamentos en el primer partido y problemas gastrointestinales hasta el final del torneo. El 6 de agosto de 2012 el seleccionador alemán Svetislav Pešić le convocó, pero tras unos cuantos entrenamientos tuvo que abandonar la concentración por una lesión de ligamentos.
Debutó con la selección absoluta el 27 de julio de 2014 en el partido contra Finlandia. Se pierde el EuroBasket 2015 por lesión.
Los dos siguientes torneos en los que participa con Alemania son el EuroBasket 2017 y la Copa Mundial de Baloncesto de 2019.
En septiembre de 2022 disputó con el combinado absoluto alemán el EuroBasket 2022, donde ganaron el bronce, al vencer en la final de consolación a Polonia.
Durante agosto y septiembre de 2023 fue integrante de la selección de Alemania que participó en el Mundial de 2023 celebrado en Asia, y que ganó el oro, tras ganar la final ante Serbia.
Entre julio y agosto de 2024 fue parte de la selección absoluta de Alemania, que disputó los Juegos Olímpicos de París, finalizando en cuarta posición, tras perder la final de consolación ante Serbia.

## Estadísticas de su carrera en la NBA

### Temporada regular
| Año     | Equipo        | PJ  | PT  | MPP  | %TC  | %3P  | %TL  | RPP | APP | ROB | TPP | PPP  |
| ------- | ------------- | --- | --- | ---- | ---- | ---- | ---- | --- | --- | --- | --- | ---- |
| 2017-18 | Boston        | 63  | 3   | 14.9 | .541 | .310 | .753 | 4.3 | .9  | .5  | .8  | 5.3  |
| 2018-19 | Boston        | 66  | 2   | 13.8 | .549 | .388 | .737 | 3.4 | 1.0 | .3  | .6  | 5.7  |
| 2019-20 | Boston        | 65  | 64  | 24.1 | .566 | .333 | .763 | 6.6 | 1.7 | .6  | 1.3 | 9.2  |
| 2020-21 | Boston        | 42  | 37  | 24.5 | .552 | .347 | .687 | 5.2 | 1.6 | .6  | 1.0 | 9.5  |
| 2020-21 | Chicago       | 23  | 14  | 25.0 | .522 | .281 | .651 | 5.9 | 1.8 | .7  | .6  | 10.0 |
| 2021-22 | Houston       | 26  | 21  | 22.5 | .469 | .291 | .675 | 5.0 | .8  | .4  | .7  | 8.4  |
| 2021-22 | Boston        | 21  | 6   | 18.7 | .598 | .357 | .688 | 4.7 | 1.0 | .4  | .7  | 7.9  |
| 2022-23 | Indiana       | 7   | 1   | 15.6 | .477 | .182 | .417 | 3.1 | 1.3 | .3  | .9  | 7.0  |
| 2023-24 | Indiana       | 1   | 0   | 8.0  | .250 | .000 | –    | .0  | .0  | .0  | .0  | 2.0  |
| 2023-24 | L.A. Clippers | 59  | 3   | 17.1 | .536 | .371 | .760 | 4.1 | 1.0 | .4  | .9  | 6.3  |
| 2024-25 | New Orleans   | 38  | 9   | 16.3 | .473 | .243 | .838 | 4.3 | 1.6 | .5  | .5  | 4.3  |
| Total   | Total         | 411 | 163 | 18.8 | .537 | .326 | .726 | 4.7 | 1.3 | .5  | .8  | 7.1  |

### Playoffs
| Año   | Equipo        | PJ | PT | MPP  | %TC   | %3P   | %TL   | RPP | APP | ROB | TPP | PPP |
| ----- | ------------- | -- | -- | ---- | ----- | ----- | ----- | --- | --- | --- | --- | --- |
| 2019  | Boston        | 7  | 0  | 6.0  | .357  | .000  | 1.000 | 1.4 | .0  | .1  | .1  | 1.7 |
| 2020  | Boston        | 17 | 17 | 28.4 | .521  | .154  | .788  | 7.1 | 1.5 | .4  | 1.2 | 8.9 |
| 2022  | Boston        | 16 | 5  | 12.5 | .588  | .214  | .750  | 3.3 | .7  | .3  | .5  | 4.3 |
| 2024  | L.A. Clippers | 1  | 0  | 4.4  | 1.000 | 1.000 | —     | 1.0 | .0  | .0  | .0  | 3.0 |
| Total | Total         | 41 | 22 | 17.8 | .530  | .186  | .791  | 4.5 | .9  | .3  | .7  | 5.8 |